# Jaime Oliver Asín
Jaime Oliver Asín (Zaragoza, 25 de julio de 1905-Madrid, 6 de febrero de 1980) fue un arabista, historiador, cronista y literato español, miembro de la Real Academia de la Historia.

## Biografía
El 1910, con cuatro años de edad, fue enviado a Madrid y se quedó al cuidado de su tío, Miguel Asín Palacios. En 1927 entró a trabajar como profesor al Instituto-Escuela de Madrid. En 1930 fue catedrático de lengua y literatura en el Instituto de Calatayud y en 1934 nuevamente del Instituto Escuela (Instituto Ramiro de Maeztu después de la guerra civil española).
En 1958 fue nombrado director del Instituto Miguel Asín (Escuela de Estudios Árabes) del Centro Superior de Investigaciones Científicas. En 1963 fue escogido académico numerario de la Real Academia de la Historia, aunque no ocupó efectivamente el sillón hasta 1972. El 1966 fue nombrado cronista oficial de la villa de Madrid. Ha escrito numerosos estudios de literatura española, etimologías, toponimia, geografía histórica y sobre el Madrid medieval. Su legado fue donado en 1996 a la Biblioteca de la UNED.

## Obras
- "La Celestina" en el teatro de Lope (1933)
- Un morisco de Túnez, admirador de Lope (1933)
- Introducción al estudio de la historia de la lengua española (1939)
- El Quijote de 1604 (1948)
- "La Salmedina" y "Vaciamadrid": estudios de toponimia madrileña (1950)
- El ambiente cultural y militar del Madrid musulmán (1951)
- El hispano-árabe "al-jarnat" (los molinos harineros) en la toponimia peninsular (1958)
- Historia del nombre "Madrid" (1952)
- Vida de don Felipe de África, príncipe de Fez y de Marruecos (1955)
- Orígenes de "Tudela" (1971)
- En torno a los orígenes de Castilla: su toponimia en relación con los árabes y los bereberes (1974)